# Eucereon abdominale
Eucereon abdominale är en fjärilsart som beskrevs av Walker 1884. Eucereon abdominale ingår i släktet Eucereon och familjen björnspinnare. Inga underarter finns listade i Catalogue of Life.